# 鬼にて候
鬼にて候（おににてそうろう）は、作・横山充男、絵・橋賢亀の児童文学作品。岩崎書店より、2007年出版。第3巻まで刊行されている。

## 内容
鬼道師一家に生まれ　鬼道師となる少年の話。

### 登場人物
童門保(どうもん　たもつ)
主人公。小学生6年2組。ねずみ年生まれ。鬼道師の一族の末裔。
童門正一
主人公の父。市役所勤め。
童門恵
主人公の母。主婦。
童門鈴
主人公の姉。大学生。東京で下宿している。
弓削小千夜(ゆげ　こちよ)
童門恵の母で、保の祖母。弓削家の鬼道師。
新藤直樹
保の友人の同級生でクラス委員。成績優秀、運動神経抜群だが女子には不人気。
加納静香
保の同級生でクラス委員。
木津慎平
26歳、臨時の講師。担任の並川清美先生が産休のため西之荘第二小学校より赴任。

## 書籍情報
- 『鬼にて候 1』岩崎書店　YA！フロンティア　2007年　ISBN 9784265072033
- 『鬼にて候 2』2007年　ISBN 9784265072101
- 『鬼にて候 3』2009年、ISBN 9784265072194